# (37284) 2000 YG76
2000 YG76 (asteroide 37284) é um asteroide da cintura principal. Possui uma excentricidade de 0.13956340 e uma inclinação de 11.69797º.
Este asteroide foi descoberto no dia 30 de dezembro de 2000 por LINEAR em Socorro.